# Правило добутку
Правило добутку — характерна властивість диференціальних операторів, також відома як тотожність Лейбніца.
{\displaystyle \ \delta (f\times g)=(\delta f)\times g+f\times (\delta g)}
Найважливішим і найпростішим прикладом є диференціювання функцій дійсної змінної. Якщо {\displaystyle f,g} — дві диференційовні функції, то:
{\displaystyle (f\cdot g)'=f'\cdot g+f\cdot g'\,\!}
Подібна формула справедлива і для голоморфних функцій комплексної змінної.
Окрім аналізу диференціальні оператори часто виникають в диференціальній геометрії, абстрактній алгебрі, теорії груп Лі.

## Доведення для функцій дійсної змінної
Нехай {\displaystyle h(x)=f(x)g(x)}, і функції f, g — диференційовні в точці x. Тоді з властивостей границь одержуються наступні рівності, які доводять правило добутку для функцій дійсної змінної:
{\displaystyle h'(x)=\lim _{\Delta {x}\to 0}{\frac {h(x+\Delta {x})-h(x)}{\Delta {x}}}=\lim _{\Delta {x}\to 0}{\frac {f(x+\Delta {x})g(x+\Delta {x})-f(x)g(x)}{\Delta {x}}}}
{\displaystyle =\lim _{\Delta {x}\to 0}{\frac {f(x+\Delta {x})g(x+\Delta {x})-f(x)g(x+\Delta {x})+f(x)g(x+\Delta {x})-f(x)g(x)}{\Delta {x}}}}
{\displaystyle =\lim _{\Delta {x}\to 0}{\frac {[f(x+\Delta {x})-f(x)]\cdot g(x+\Delta {x})+f(x)\cdot [g(x+\Delta {x})-g(x)]}{\Delta {x}}}}
{\displaystyle =\lim _{\Delta {x}\to 0}{\frac {f(x+\Delta {x})-f(x)}{\Delta {x}}}\cdot \lim _{\Delta {x}\to 0}g(x+\Delta {x})+\lim _{\Delta {x}\to 0}f(x)\cdot \lim _{\Delta {x}\to 0}{\frac {g(x+\Delta {x})-g(x)}{\Delta {x}}}}
{\displaystyle =f'(x)g(x)+f(x)g'(x)}.

## Варіації та узагальнення
- Нехай {\displaystyle f_{1},\dots ,f_{k}} — деякі k елементів на яких діє оператор диференціювання (наприклад функції дійсної змінної диференційовні в певній точці для прикладу звичайної похідної). Тоді за допомогою математичної індукції правило добутку можна узагальнити для випадку добутку 'k' елементів:

{\displaystyle \delta \left[\prod _{i=1}^{k}f_{i}(x)\right]=\sum _{i=1}^{k}\left(\delta (f_{i}(x))\prod _{j\neq i}f_{j}(x)\right).}
- Позначивши {\displaystyle \delta ^{2}(f)=\delta (\delta (f)),\,\delta ^{3}(f)=\delta (\delta ^{2}(f))} і т. д. для оператора {\displaystyle \delta ^{n}} справедлива формула аналогічна до формули бінома Ньютона:

{\displaystyle \delta ^{n}(fg)=\sum _{k=0}^{n}C_{n}^{k}\cdot \delta ^{k}(f)\cdot \delta ^{n-k}(g).}
Для випадку добутку багатьох елементів справедлива формула аналогічна до формули мультинома:
{\displaystyle \delta ^{n}\left(\prod _{i=1}^{k}f_{i}\right)=\sum _{j_{1}+j_{2}+...+j_{k}=n}{n \choose j_{1},j_{2},...,j_{k}}\prod _{i=1}^{k}\delta ^{i}{f_{i}}.}
- Формули для похідних добутку функцій можна узагальнити на випадок функцій багатьох змінних. Нехай {\displaystyle f(x_{1},\ldots ,x_{n})} і {\displaystyle g(x_{1},\ldots ,x_{n})} є дійсними функціями n дійсних змінних, диференційовними необхідну кількість разів по різних змінних, {\displaystyle \alpha =(\alpha _{1},\alpha _{2},\ldots ,\alpha _{n})}  і за означенням {\displaystyle \partial ^{\alpha }(f)=\partial _{1}^{\alpha _{1}}\partial _{2}^{\alpha _{2}}\ldots \partial _{n}^{\alpha _{n}}(f)={\frac {\partial ^{|\alpha |}f}{\partial x_{1}^{\alpha _{1}}\partial x_{2}^{\alpha _{2}}\ldots \partial x_{n}^{\alpha _{n}}}}.}Тоді
{\displaystyle \partial ^{\alpha }(fg)=\sum _{\nu \leqslant \alpha }{\alpha  \choose \nu }\partial ^{\nu }f\,\partial ^{\alpha -\nu }g.}  Означення біноміальних коефіцієнтів, факторіалів для мультиіндексів дано у статті Мультиіндекс.
- Операція {\displaystyle \delta _{l}\colon \oplus _{k}\Omega ^{k}\to \oplus _{k}\Omega ^{k+l}} на градуйованій алгебрі {\displaystyle \Omega =\oplus _{k}\Omega ^{k}} задовольняє градуйованій тотожності Лейбніца, якщо для будь-яких {\displaystyle K\in \Omega ^{k}}, {\displaystyle F\in \Omega }

{\displaystyle \delta _{l}(K\wedge F)=\delta _{l}(K)\wedge F+(-1)^{kl}K\wedge \delta _{l}(F)}
де {\displaystyle \wedge } — множення в {\displaystyle \Omega }. Більшість диференціювань на алгебрі диференціальних форм задовольняє цій тотожності.